# Prédisposition génétique
Une prédisposition génétique est la configuration génétique d'un organisme qui le rend vulnérable à un problème de santé, l'environnement et les relations de l'organisme avec celui-ci ayant également une influence plus ou moins importante sur l'apparition ou non du problème.

## Exemple
En tant que maladie génétique, le cancer est une maladie pouvant apparaître chez des organismes prédisposés s'ils sont dans un environnement particulier. Chez la femme, c'est notamment le cas du cancer du sein dans 5 à 10 % des cas.